# Hugo Picard
Hugo Picard (Cholet, 9 maggio 2003) è un calciatore francese, centrocampista del Columbus Crew.

## Carriera
Picard è cresciuto nel settore giovanile del Guingamp, con cui ha debuttato l'8 ottobre 2022 nell'incontro di Ligue 2 perso 4-0 contro l'Annecy. Il 3 gennaio 2023 ha firmato il suo primo contratto professionistico con i rossoneri ed il 4 marzo seguente ha segnato il suo primo gol nella trasferta vinta 2-1 contro il Paris FC.

## Statistiche
Statistiche aggiornate al 30 giugno 2025.

### Presenze e reti nei club
| Stagione          | Squadra           | Campionato        | Campionato | Campionato | Coppe nazionali | Coppe nazionali | Coppe nazionali | Coppe continentali | Coppe continentali | Coppe continentali | Altre coppe | Altre coppe | Altre coppe | Totale | Totale | Totale |
| Stagione          | Squadra           | Comp              | Pres       | Reti       | Comp            | Pres            | Reti            | Comp               | Pres               | Reti               | Comp        | Pres        | Reti        | Pres   | Reti   |        |
| ----------------- | ----------------- | ----------------- | ---------- | ---------- | --------------- | --------------- | --------------- | ------------------ | ------------------ | ------------------ | ----------- | ----------- | ----------- | ------ | ------ | ------ |
| 2021-2022         | Guingamp 2        | N3                | 9          | 0          | -               | -               | -               | -                  | -                  | -                  | -           | -           | -           | 9      | 0      |        |
| 2022-2023         | Guingamp 2        | N3                | 6          | 1          | -               | -               | -               | -                  | -                  | -                  | -           | -           | -           | 6      | 1      |        |
| Totale Guingamp 2 | Totale Guingamp 2 | Totale Guingamp 2 | 15         | 1          |                 | -               | -               |                    | -                  | -                  |             | -           | -           | 15     | 1      |        |
| 2022-2023         | Guingamp          | L2                | 22         | 2          | CF              | 2               | 0               | -                  | -                  | -                  | -           | -           | -           | 24     | 2      |        |
| 2023-2024         | Guingamp          | L2                | 36         | 3          | CF              | 3               | 0               | -                  | -                  | -                  | -           | -           | -           | 39     | 3      |        |
| 2024-2025         | Guingamp          | L2                | 35         | 3          | CF              | 6               | 2               | -                  | -                  | -                  | -           | -           | -           | 41     | 5      |        |
| Totale Guingamp   | Totale Guingamp   | Totale Guingamp   | 93         | 8          |                 | 11              | 2               |                    | -                  | -                  |             | -           | -           | 104    | 10     |        |
| Totale carriera   | Totale carriera   | Totale carriera   | 108        | 9          |                 | 11              | 2               |                    | -                  | -                  |             | -           | -           | 119    | 11     |        |